# Eskan
Eskan é uma cidade na província de Badaquexão, situada no nordeste do Afeganistão. Localizada no vale de Mirjã, cerca de 29 quilômetros acima do Jurme. Até a virada do século XX, não passou de uma pequena vila com, no máximo, quarenta casas.